# Jeanne d’Arc (Schiff, 1964)
Die Jeanne d’Arc (R97) war ein Flugdeckkreuzer bzw. Hubschrauberträger der französischen Marine. Sie wurde in den Jahren 1959 bis 1961 in Brest als La Résolue gebaut; im Dienst befand sie sich ab 1964. Ab 1964 trug sie auch den späteren Namen, da in diesem Jahr der französische Kreuzer Jeanne d’Arc, gebaut 1930, außer Dienst gestellt wurde und der Schiffsname dadurch frei wurde.
Ihre Länge betrug 182 m, die Wasserverdrängung 10.575 Tonnen. Zur Bewaffnung gehörten sechs Raketen MM38 Exocet und vier, nach einem Umbau im Jahre 2000 nur noch zwei Bordkanonen des Kalibers 100 mm. Die Jeanne d’Arc konnte sechs bis zehn Hubschrauber aufnehmen. Die Besatzung zählte etwa 460 Personen; dazu kamen bei Bedarf etwa 110 Offizieranwärter.
Zuletzt wurde die Jeanne d’Arc als Ausbildungsschiff der französischen Marine genutzt, nahm aber auf ihren Reisen trotzdem an internationalen Einsätzen teil.

## Hubschrauber
- Aérospatiale Gazelle
- Aérospatiale Alouette III
- Aérospatiale Puma
- Westland Lynx
- Aérospatiale Super Frelon

## Einsätze
Am 11. April 2008 wurde unter Beteiligung der bordeigenen Hubschrauber die Besatzung des Kreuzfahrtschiffes Le Ponant aus der Gewalt von Piraten aus der autonomen Region Puntland (Somalia) befreit, wobei einige der Piraten festgenommen werden konnten.
Am 9. Dezember 2008 brach die Jeanne d’Arc zu ihrer vorletzten Ausbildungsreise auf, die bis zum 5. Mai 2009 dauerte. Sie führte über das Mittelmeer und den Nahen Osten bis nach Südostasien. Auf dieser Fahrt nahm die Jeanne d'Arc auch vorübergehend an den Operationen Enduring Freedom und Atalanta teil.

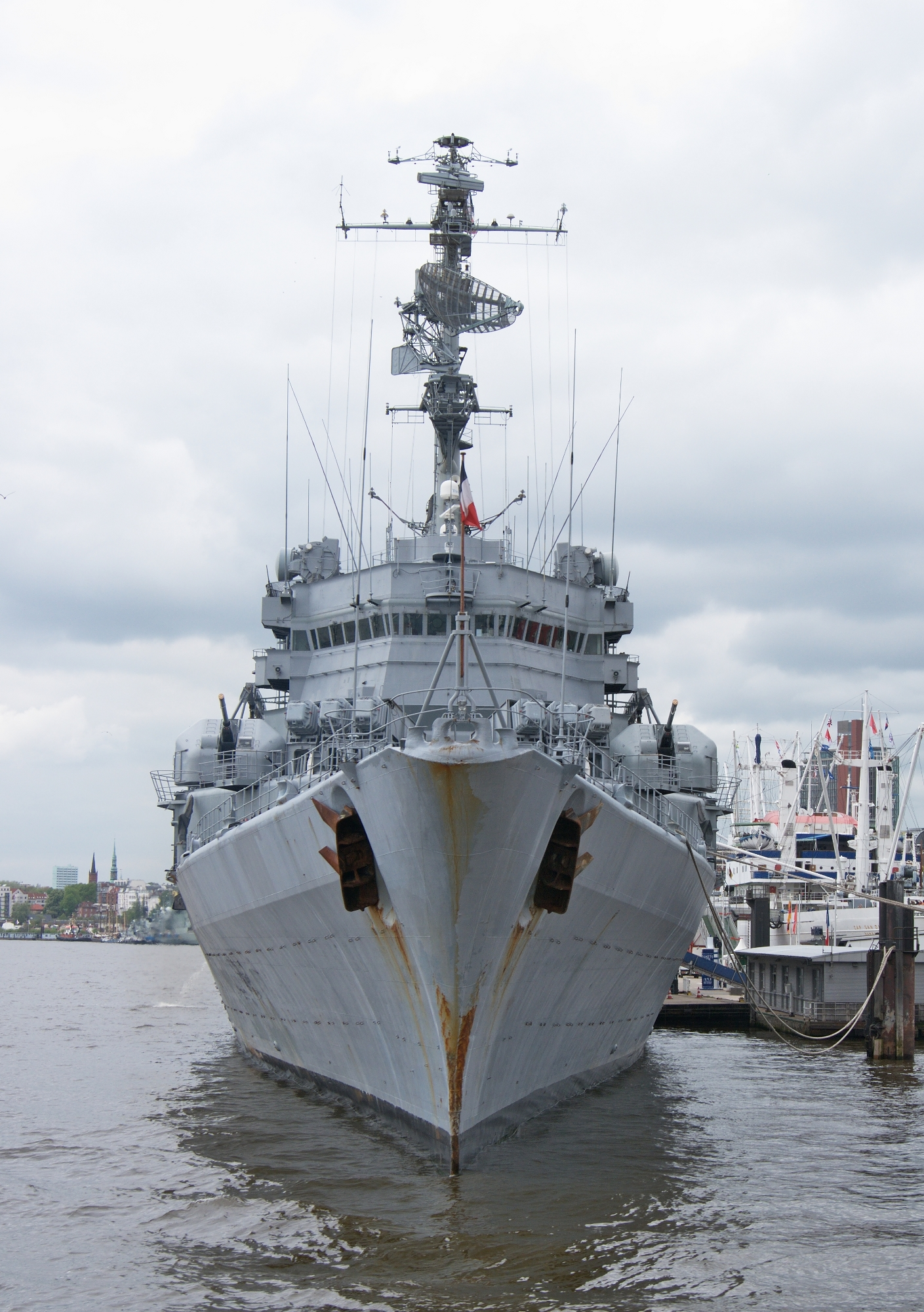
Bug der Jeanne d’Arc bei ihrem Aufenthalt in Hamburg 2010

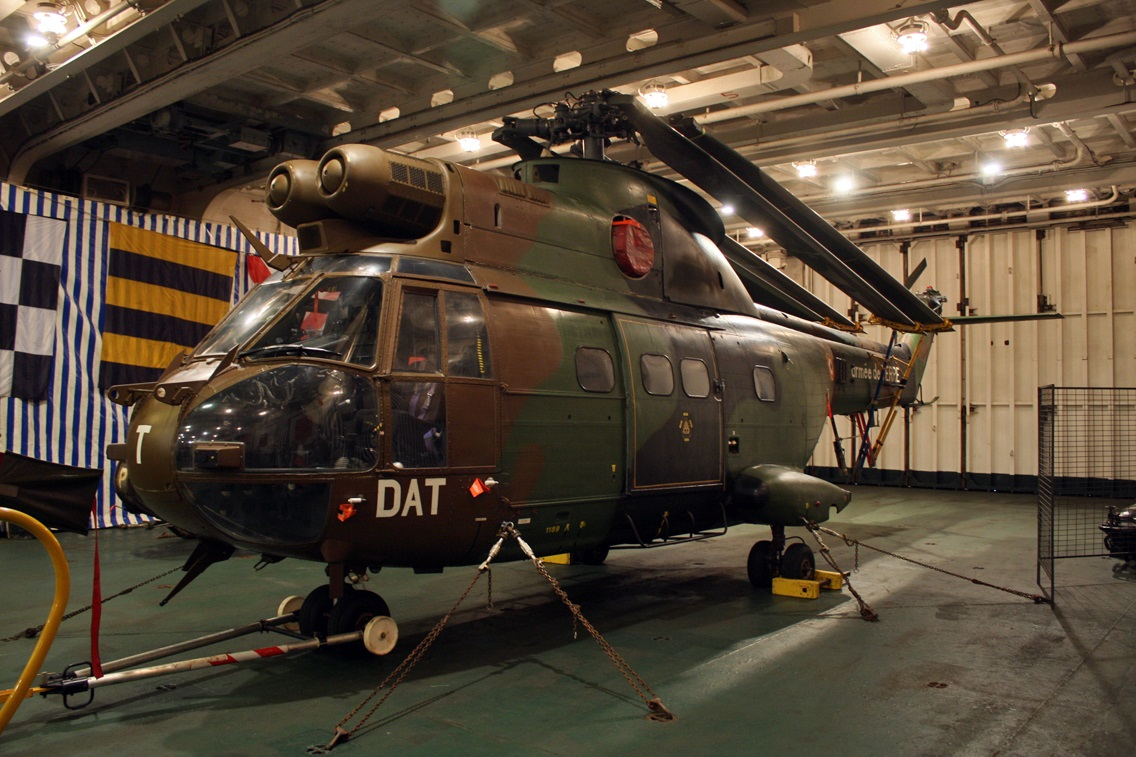
Aérospatiale Puma im Hangar der Jeanne d’Arc bei deren Aufenthalt in Hamburg 2010

Am 2. Dezember 2009 begann das Schiff in Brest seine 45. und letzte Ausbildungsreise, auf der es von der Courbet, einer Fregatte der La-Fayette-Klasse, begleitet wurde. Die Reise führte zuerst zur westafrikanischen Küste und dann über den Atlantik nach Südamerika. Weiter ging es um Kap Hoorn nach Norden. Nach der Durchfahrt des Panama-Kanals und Besuchen in Nordamerika ging es über den Nordatlantik zur Teilnahme am 821. Hafengeburtstag Hamburgs und danach zurück nach Brest.

## Außerdienststellung
Von ihrer letzten Ausbildungsreise kehrte die Jeanne d'Arc am 27. Mai 2010 nach Brest zurück und wurde dann am 7. Juni außer Dienst gestellt. Ein Ersatz der Jeanne d’Arc als Ausbildungsschiff war nicht vorgesehen. Seitdem sollen je nach Bedarf wechselnde Schiffe zu Ausbildungsverbänden zusammengestellt werden. Als erstes übernahm der Hubschrauberträger Tonnerre der Mistral-Klasse im März 2010 diese Aufgabe.
Die Jeanne d'Arc wurde in Bassens nahe Bordeaux im Trockendock zerlegt.